# Орехово (Покровский район)
Оре́хово (укр. Горіхове; до 2016 года — Петро́вского) — село на Украине, находится в Покровском районе Донецкой области.
Код КОАТУУ — 1422786505. Население по переписи 2001 года составляет 397 человек. Почтовый индекс — 85373. Телефонный код — 623.

## История
Из-за массированных обстрелов из села Орехово в Донецкой области эвакуировали всех жителей. Об этом сообщили на сайте Покровской городской военной администрации.
С 12 июня 2025 года, село находится в оккупации Вооружëнных Сил Российской Федерации.

## Адрес местного совета
85373, Донецкая область, Покровский р-н, с. Срибное, ул. Дружбы, 82, тел. 5-31-2-42